# 비트윈 (음악 그룹)
비트윈(BEAT WIN)는 해븐리스타컨텐츠 소속의 대한민국 6인조 아이돌 그룹이다. 비트윈은 "완전한 승리. 가요계에서 반드시 승리하겠다"는 뜻이다.

## 데뷔와 활동

### 2014: "갖고 싶니"와 "일루션"
비트윈은 드래곤뮤직과 해븐리 스타컨텐츠가 합작하여 만든 6인조 아이돌이다. 한국에 데뷔하기 전, 비트윈은 일본에서 먼저 데뷔하여 20회의 공연을 하였다. 그러다 2014년 1월 3일, 해븐리스타컨텐츠는 유튜브채널에 이들의 티저 영상을 공개하며 한국 데뷔 소식을 알렸다. 1월 4일에는 팬클럽에 멤버들의 티저 사진을 올렸고, 1월 6일에는 데뷔 앨범 "갖고 싶니 (She's my girl)"를 발매하였다.
발매 다음날인 1월 7일, 비트윈은 청담동 일지아트홀에서 쇼케이스를 열었다. 이 무대에는 '오지호, 최정윤이 참석했으며, 광희가 진행을 맡았다.
리더 선혁은 무대에서 벌어진 OSEN 인터뷰에서 "요즘 케이팝 열풍으로 많은 그룹이 나오고 있는데 우리는 단결력이 무기다. 눈빛만 봐도 알 수 있다"고 말했다.
멤버 각자의 롤 모델로는 마이클 잭슨, 보아, G Dragon, 비 등을 꼽았다.
1월 8일 비트윈은 트위터를 통해 광희에게 감사 메시지를 전했다.
1월 12일 인기가요에서 비트윈은 '갖고 싶니'로 데뷔하였다.
이어 1월 17일 뮤직뱅크, 1월 18일 쇼 !음악중심,
1월 19일 인기가요에 차례로 출연하였다.
1월 22일에는 고양시 방송지원센터에서 열린 MBC MUSIC '쇼 챔피언'에도 참가했다.
1월 25일엔 쇼! 음악중심에 다시 출연하였다.
'갖고 싶니' 활동 이후인 2월 3일, 비트윈은 오지호와 함께 SBS 파워FM '김창렬의 올드스쿨'에 출연하였다.
2월 22일에서 27일까지 일본 시부야 타워레코드에서 데뷔 쇼케이스를 열었다.
비트윈은 7월 즈음 컴백하기로 예정이 되어 있었으나, 멤버인 종호의 부상으로 8월로 기일을 늦추었다.
8월 22일, 비트윈은 새 싱글 "일루션"의 화보를 발표하며 컴백을 예고했다.
데뷔를 앞둔 8월 26일 비트윈은 남기상이 새로 새운 기획사인 엔컴퍼니로 소속을 옮겼다.
8월 27일, 두번째 앨범 "일루션"을 공개하였다.

### 2017년 이후
2017년 9월 28일 비트윈 멤버 윤후, 성호가 탈퇴하였다. 2017년 12월 22일 비트윈 멤버 정하마저 탈퇴하면서 소속사골드문 뮤직,에렌 엔터테인먼트와 전속계약을 해지하고 이후 엔컴퍼니로 옮겨 전속계약하였다.
2018년 소리소문없이 조용히 해체 했다.

## 구성원
- 임선혁 (1990년 9월 10일(34세)): 리더, 리드보컬, 한세대학교 공연예술학과 학사
- 안상규 (1988년 9월 11일(36세)): 메인보컬
- 조영조 (1991년 8월 31일(33세)):서브보컬
- 황정하 (1993년 1월 29일(32세)): 메인래퍼, 글로벌사이버대학교 방송연예학과 (재학)
- 조윤후 (1995년 3월 27일(30세)):리드래퍼
- 진성호 (1996년 1월 16일(29세)): 메인보컬, 한림연예예술고등학교 연예과

## 음반 목록

### 미니 음반
| 번호 | 음반 정보                                | 트랙 리스트 |
| ---- | ---------------------------------------- | --- |
| 1    | 《INSATIABLE》 - 발매일: 2015년 8월 28일 | 1. Attention 2. STALKER (스토커) 3. Beautiful Night 4. 갖고싶니 (She's My Girl) 5. 일루션 (illusion) 6. STALKER (스토커) (Inst.) |
| 2    | 《COME TO ME》 - 발매일: 2016년 7월 19일 | 1. 니 여자친구 2. Broken 3. 지겹다 4. Attention Part 2 5. 니 여자친구 (Inst.) 6. Broken (Inst.)                                  |

### 디지털 싱글
| 번호 | 음반 정보                                   | 트랙 리스트                                                     |
| ---- | ------------------------------------------- | --------------------------------------------------------------- |
| 1    | 〈Exclusive〉 - 발매일: 2014년 1월 6일      | 1. 갖고싶니 (She's My Girl) 2. 갖고싶니 (She's My Girl) (Inst.) |
| 2    | 〈I,NO〉 - 발매일: 2014년 7월 2일           | 1. I,NO                                                         |
| 3    | 〈illusion〉 - 발매일: 2014년 8월 27일      | 1. 일루션 (illusion) 2. I,NO 3. 일루션 (illusion) (Inst.)       |
| 4    | 〈태양이 뜨면〉 - 발매일: 2016년 12월 9일   | 1. 태양이 뜨면 2. 태양이 뜨면 (Inst.)                           |
| 5    | 〈떠나지 말아요〉 - 발매일: 2017년 2월 10일 | 1. 떠나지 말아요 2. 떠나지 말아요 (Inst.)                       |

### 참여 음반
| 번호 | 음반 정보                                             | 트랙 리스트                                             |
| ---- | ----------------------------------------------------- | ------------------------------------------------------- |
| 1    | 〈사랑만 할래 OST Part 4〉 - 발매일: 2014년 10월 20일 | 1. You're My Everything 2. You're My Everything (Inst.) |

### 일본 음반
- BEAT WIN～She's My Girl～ (2014)
- llusion（Japanese ver.) (2014)
- Shekira (2015)